# Владимир Полежиноски
Др Владимир (Владо) Полежиноски - Полежина (Кичево, 30. мај 1913 – Скопље, 16. јун 1980) је био југословенски правник, учесник Народноослободилачке борбе и друштвено-политички радник СР Македоније.

## Биографија
Рођен је 1913. године у Кичеву. Основно образовање завршио је у Кичеву, а гимназију у Битољу 1932. године. По завршетку гимназије, крајем 1932. године се уписао на Правни факултет у Паризу, а након тога и докторирао на универзитету Сорбона марта 1939. са темом „Фондови за изједначавање девизниих курсева“. За време студија у Паризу активно се укључио у студентски демократски покрет, а 1937. постао је и секретар студентског друштва у Паризу.
Био је позван на одслужење војног рока у Југославији и одслужио у Требињу, где га је затекла и капитулација Југославије 1941. године. Након тога се вратио у родно Кичево, где је Кузман Јосифовски Питу октобра 1941. формирао Месни комитет КПЈ. У почетку се Кузман противио чланству Полежиноског у Месном комитету, држећи да чланови КПЈ могу да буду само припадници радничке класе, а да за интелектуалце попут Полежиновског у партији нема места. Након што су се кичевски првоборци заложили да Полежиноски постане член, Кузман је признао да Владо као убеђени демократа и антифашиста треба да буде члан КПЈ.
Ускоро је постао политички секретар кичевске организације КПЈ. Радећи на припремама за устанак у кичевском региону, заједно са више својих другара био је затворен од италијанскиих окупаторских власти. Маја 1943. година, био је пребачен у концентрациони логор Порто Романо у Албанији. У затвору се налазио све до капитулације фашистичке Италије 8. септембра 1943. године. По повратку у Кичево, активно се укључио у Народноослободилачки покрет у тада ослобођеном Кичеву. Захваљујући његовом активном раду и позивитвним резултатима био је пребачен на рад у Главни штаб НОВ и ПО Македоније на терену Дебарца.
Током 1944. године, Полежиноски је радио на припремама за одржавање Првог заседања АСНОМ-а. На Првом заседању у манастиру св. Прохор Пчињски, 2. августа 1944, био је избран за члана Президијума, као његов други секретар.
Дана 3. новембра 1944, био је разрешен функције у Президијуму и пребачен на рад у Национални комитет ослобођења Југославије. Марта 1945. године био је изабран за члана војне мисије ФНРЈ у Француској, а од децембра 1945. у војној мисији Југославије у Немачкој. Тамо је био шеф југословенске војне мисије при надзорном већу за Немачку, при главном штабу англо-америчких снага у Франкфурту на Мајни. Тада је био унапређен у чин потпуковника Југословенске армије.
Полежиновски је као шеф војне делегације од новембра 1947. па до Резолуције Информбироа јуна 1948, активно служио у Франкфурту. Августа 1948, био је на разговору код шефа совјетске војне мисије, што је побудило сумњу код југословенског руководства. Био је повучен из службе у Немачкој и демобилисан из Југословенске армије. Јануара 1951. године, без судског процеса био је протеран на Голи оток, где је остао до априла 1954. године.
Након служења казне, вратио се у Београд и запослио се у Народној банци, а након извесног времена и у Институту економских наука. Из породичних разлога се 1965/1966. године вратио у Скопље, где сеза послио у Економском институту. Радио је у истој канцеларији заједно с академиком Николом Кљусевим.
Његови саборци из Кичева, Борис Грујоски, Борис Алексоски - Карче, Пецо Чингоски, Драгољуб Прјоски и Илија Топаловски изборили су се да Полежиноски добије Партизанску споменицу 1941.
Његово име данас носи Основна школа „др Владимир Полежиноски“ у Кичеву, као и улица у којој се родио и живео.